# Nicole Gontier
Nicole Gontier (* 17. November 1991 in Aosta) ist eine ehemalige italienische Biathletin. Sie debütierte 2012 im Biathlon-Weltcup. Mit der Frauenstaffel gewann sie 2013 und 2015 jeweils die Bronzemedaille bei den Weltmeisterschaften.

## Karriere
Zum Biathlon kam Gontier über ihren Vater und Großvater, die den Sport im Aostatal betreuten. Sie trainiert in der Sportgruppe des Italienischen Heeres (Centro Sportivo Esercito).
Als Nachwuchsbiathletin nahm Gontier von 2008 bis 2012 an fünf aufeinanderfolgenden Jugend- und Juniorenweltmeisterschaften teil. Ihr bestes Einzelergebnis war dabei ein sechster Rang im Sprint bei der Junioren-WM 2012 in Kontiolahti. Mit der italienischen Frauenstaffel gewann sie 2009 die Bronzemedaille und 2011 sowie 2012 die Silbermedaille. In der dreiköpfigen Staffel lief sie dabei jeweils gemeinsam mit der in etwa gleichaltrigen Alexia Runggaldier; dritte Läuferin war 2009 und 2011 Dorothea Wierer und 2012 Giulia Collavo. Bei den Juniorenrennen der Europameisterschaften 2012 gewann Gontier hinter Marion Rønning Huber und Olga Galitsch die Bronzemedaille im 12,5-Kilometer-Einzelrennen. 2010 bestritt Gontier in Martell ihre ersten Rennen im IBU-Cup, der zweithöchsten Wettkampfserie im Erwachsenenbereich, und belegte dabei die Ränge 43 und 32. In der Saison 2011/12 erreichte sie mit einem fünften Platz bei der Verfolgung in Haute Maurienne ihr erstes Top-Ten-Ergebnis im IBU-Cup. Am Ende des Winters wurde sie für die Weltmeisterschaften 2012 in Ruhpolding nominiert, bei denen sie 68. des Einzels sowie 79. des Sprints wurde und mit Wierer, Runggaldier sowie Katja Haller den 12. Platz im Staffelrennen erreichte. 

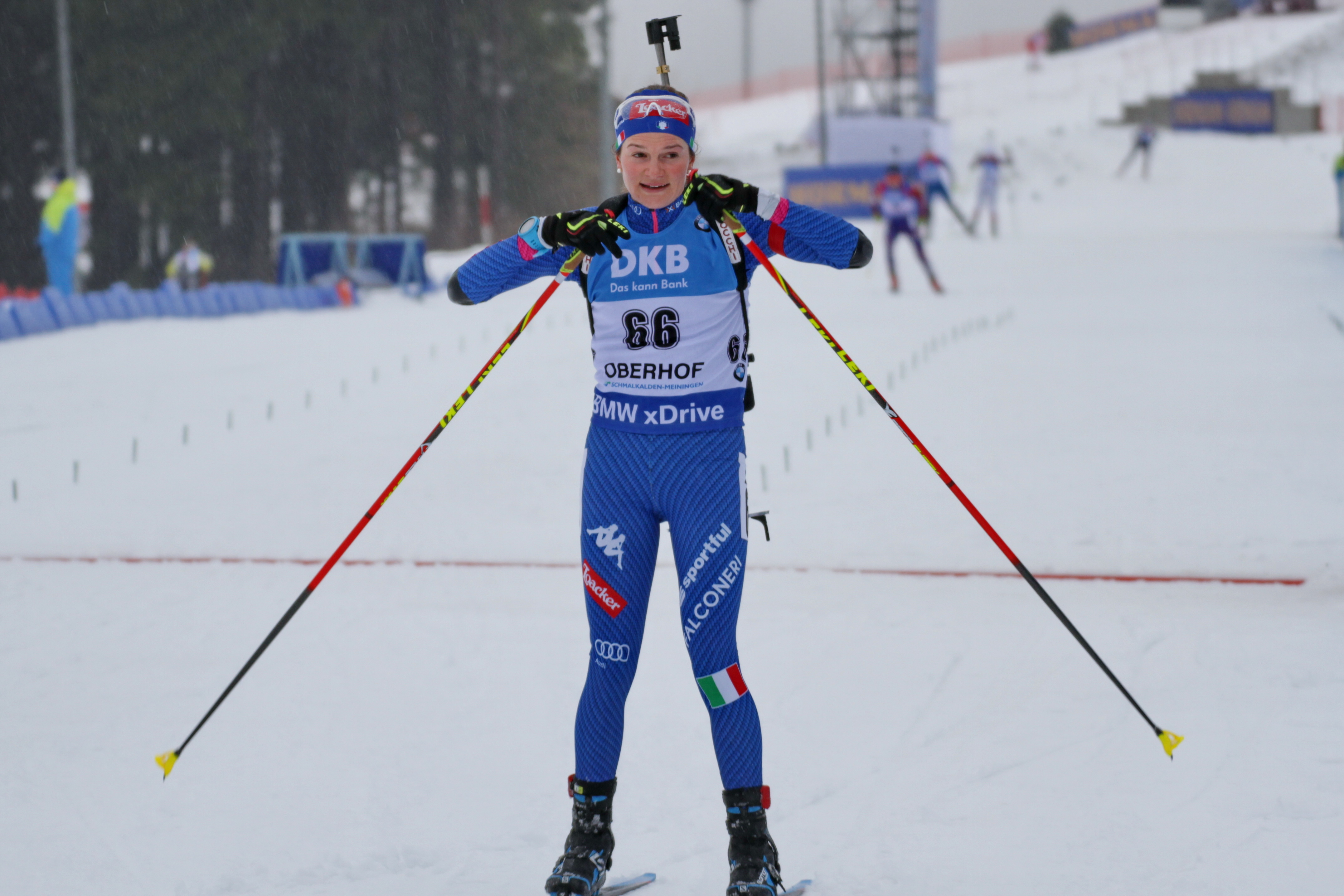
Gontier beim Weltcup in Oberhof 2018

2012 gehörte Gontier erstmals dem italienischen A-Kader an und startete fortan regelmäßig im Weltcup. Sie erreichte dabei insbesondere mit der Staffel mehrere Podiumsergebnisse, zweimal auch bei Weltmeisterschaften: Sowohl bei der WM 2013 in Nové Město (mit Dorothea Wierer, Michela Ponza und Karin Oberhofer an Gontiers Seite) als auch bei der WM 2015 in Kontiolahti (mit Lisa Vittozzi, Oberhofer und Wierer) gewann das Quartett Bronze und somit die ersten Medaillen für italienische Biathletinnen bei Weltmeisterschaften. Bei ihrer ersten Olympiateilnahme 2014 belegte Gontier den sechsten Rang mit der Frauenstaffel. Zudem gewann sie bei den Sommerbiathlon-Weltmeisterschaften 2013 in Forni Avoltri die Silbermedaille mit der Mixed-Staffel. 
Ihre besten Resultate in Einzelrennen erzielte Gontier im Winter 2014/15: In vier Wettkämpfen platzierte sie sich unter den besten Zehn und stand beim Sprint von Oberhof im Januar 2015 als Dritte erstmals auf dem Podium. Nach einem fehlerfreien Rennen hatte sie 19,1 Sekunden Rückstand auf die Siegerin Veronika Vítková und lag gut zehn Sekunden hinter ihrer Teamkollegin Wierer. Im Anschluss an den Wettbewerb betonte Gontier, dass Wierer – seit 2014 die erfolgreichste Biathletin des Landes – für sie ein wichtiger Maßstab im Training sei. An die Ergebnisse der Saison 2014/15, die sie auf dem 35. Rang in der Gesamtwertung des Weltcups beendete, knüpfte Gontier in den folgenden Jahren nicht mehr an. Sie zählte zwar zu den überdurchschnittlichen Läuferinnen im Teilnehmerfeld, ihre Schießleistung – mit Trefferquoten von etwa 70 Prozent – war dafür wesentlich schwächer als etwa die ihrer Teamkolleginnen. Nachdem sie bereits zwischen 2015 und 2017 mehrmals in das IBU-Cup-Team zurückgestuft worden war, fand sie auch für die Heim-Weltmeisterschaften 2020 in Antholz keine Berücksichtigung in der italienischen Mannschaft. An ihrer Stelle wurde die jüngere Michela Carrara nominiert. Gontier erklärte ihre Schwäche im Schießen anschließend unter anderem mit zu hohen Erwartungen, die sie nach guten Trainingsergebnissen an die Saison hatte. Der italienische Verband ordnete sie im Frühjahr 2020 im Rahmen einer Kaderverjüngung nicht mehr dem A-Team, sondern der niederklassigeren Beobachtungsgruppe zu.
Im März 2021 beendete Nicole Gontier nach den italienischen Meisterschaften ihre Karriere.

## Statistiken

### Weltcupstatistik
Die Tabelle zeigt alle Platzierungen (je nach Austragungsjahr einschließlich Olympische Spiele und Weltmeisterschaften).
- 1.–3. Platz: Anzahl der Podiumsplatzierungen
- Top 10: Anzahl der Platzierungen unter den ersten zehn (einschließlich Podium)
- Punkteränge: Anzahl der Platzierungen innerhalb der Punkteränge (einschließlich Podium und Top 10)
- Starts: Anzahl gelaufener Rennen in der jeweiligen Disziplin

| Platzierung | Einzel | Sprint | Verfolgung | Massenstart | Staffel | Gesamt |
| ----------- | ------ | ------ | ---------- | ----------- | ------- | ------ |
| 1. Platz    |        |        |            |             |         |        |
| 2. Platz    |        |        |            |             | 2       | 2      |
| 3. Platz    |        | 1      |            |             | 3       | 4      |
| Top 10      |        | 3      | 1          | 2           | 22      | 28     |
| Punkteränge | 4      | 17     | 13         | 5           | 29      | 68     |
| Starts      | 17     | 53     | 24         | 5           | 29      | 128    |

### Olympische Winterspiele
Ergebnisse bei Olympischen Winterspielen:
|                                             | Einzelwettbewerbe | Einzelwettbewerbe | Einzelwettbewerbe | Einzelwettbewerbe | Staffelwettbewerbe | Staffelwettbewerbe |
| Sprint                                      | Verfolgung        | Einzel            | Massenstart       | Damenstaffel      | Mixedstaffel       |                    |
| ------------------------------------------- | ----------------- | ----------------- | ----------------- | ----------------- | ------------------ | ------------------ |
| Olympische Winterspiele 2014 \| Sotschi     | 54.               | 49.               | 45.               | –                 | 6.                 | –                  |
| Olympische Winterspiele 2018 \| Pyeongchang | 44.               | 48.               | 38.               | –                 | 9.                 | –                  |